# Tour de Romandia 2005
El Tour de Romandia 2005, 57a edició del Tour de Romandia, es va disputar entre el 26 d'abril i l'1 de maig de 2005, sobre un recorregut de 659,3 km repartits entre un pròleg i cinc etapes per les carreteres de la Romandia. La cursa formà part del calendari UCI ProTour 2005.
El vencedor final fou el colombià Santiago Botero (Phonak) que s'imposà a l'italià Damiano Cunego (Lampre-Caffita) i al rus Denís Menxov (Rabobank ProTeam) gràcies a la seva victòria en la contrarellotge individual final. Stefano Garzelli (Liquigas) guanyà la classificació per punts, Rubén Lobato (Saunier Duval) la de la muntanya, Erik Dekker (Rabobank ProTeam) la de les metes volants i el Phonak, que situà a quatre homes entre els deu primers classificats, la dels equips.

## Equips participants
| Núm.  | Codi | Equip                  |
| ----- | ---- | ---------------------- |
| 1-8   | PHO  | Phonak Hearing Systems |
| 11-18 | DVL  | Davitamon-Lotto        |
| 21-28 | RAB  | Rabobank               |
| 31-38 | FAS  | Fassa Bortolo          |
| 41-48 | CSC  | Team CSC               |
| 51-58 | TMO  | T-Mobile Team          |
| 61-68 | QST  | Quick Step-Innergetic  |
| 71-78 | SDV  | Saunier Duval-Prodir   |
| 81-88 | DSC  | Discovery Channel Team |
| 91-98 | LIQ  | Liquigas-Bianchi       |

| Núm.    | Codi | Equip                            |
| ------- | ---- | -------------------------------- |
| 101-108 | GST  | Team Gerolsteiner                |
| 111-118 | LSW  | Liberty Seguros-Würth            |
| 121-128 | COF  | Cofidis, le Crédit par Téléphone |
| 131-138 | C.A  | Crédit Agricole                  |
| 141-148 | FDJ  | Française des Jeux               |
| 151-158 | LAM  | Lampre-Caffita                   |
| 161-168 | BTL  | Bouygues Télécom                 |
| 171-178 | EUS  | Euskaltel-Euskadi                |
| 181-188 | SDM  | Domina Vacanze                   |
| 191-198 | IBA  | Illes Balears-Caisse d'Epargne   |

## Resultats de les etapes
| Etapa    | Data       | Recorregut                       | Km       | Vencedor d'etapa          | Líder de la general       | Ref.  |
| -------- | ---------- | -------------------------------- | -------- | ------------------------- | ------------------------- | ----- |
| Pròleg   | 26 d'abril | Ginebra - Ginebra (CRI)          | 3,4 km   | Óscar Pereiro (ESP)       | Óscar Pereiro (ESP)       | [ 1 ] |
| 1a etapa | 27 d'abril | Avenches - Avenches              | 166,9 km | Alessandro Petacchi (ITA) | Óscar Pereiro (ESP)       | [ 2 ] |
| 2a etapa | 28 d'abril | Fleurier - Fleurier              | 171,9 km | Alessandro Petacchi (ITA) | Alessandro Petacchi (ITA) | [ 3 ] |
| 3a etapa | 29 d'abril | Aigle - Anzière                  | 146,5 km | Damiano Cunego (ITA)      | Santiago Botero (COL)     | [ 4 ] |
| 4a etapa | 30 d'abril | Châtel-Saint-Denis - Les Paccots | 150,2 km | Alberto Contador (ESP)    | Damiano Cunego (ITA)      | [ 5 ] |
| 5a etapa | 1 de maig  | Lausana - Lausana (CRI)          | 20,4 km  | Santiago Botero (COL)     | Santiago Botero (COL)     | [ 6 ] |

## Classificacions

### Classificació general
|    | Ciclista               | Equip                 | Temps       |
| -- | ---------------------- | --------------------- | ----------- |
| 1  | Santiago Botero (COL)  | Phonak                | 15h 58' 02" |
| 2  | Damiano Cunego (ITA)   | Lampre-Caffita        | + 33"       |
| 3  | Denis Menchov (RUS)    | Rabobank ProTeam      | + 1' 18"    |
| 4  | Alberto Contador (ESP) | Liberty Seguros-Würth | + 1' 22"    |
| 5  | Marco Fertonani (ITA)  | Domina Vacanze        | + 1' 40"    |
| 6  | Alexandre Moos (SUI)   | Phonak                | + 2' 02"    |
| 7  | Óscar Pereiro (ESP)    | Phonak                | + 2' 29"    |
| 8  | Manuel Beltrán (ESP)   | Discovery Channel     | + 2' 31"    |
| 9  | Daniel Atienza (ESP)   | Cofidis               | + 2' 34"    |
| 10 | Tadej Valjavec (SLO)   | Phonak                | + 2' 57"    |

|   | Ciclista              | Equip                | Punts |
| - | --------------------- | -------------------- | ----- |
| 1 | Rubén Lobato (ESP)    | Saunier Duval-Prodir | 46    |
| 2 | Iñigo Landaluze (ESP) | Euskaltel–Euskadi    | 28    |
| 3 | Erik Dekker (NED)     | Rabobank ProTeam     | 26    |

|   | Ciclista               | Equip          | Punts |
| - | ---------------------- | -------------- | ----- |
| 1 | Stefano Garzelli (ITA) | Liquigas       | 40    |
| 2 | Óscar Pereiro (ESP)    | Phonak         | 35    |
| 3 | Damiano Cunego (ITA)   | Lampre-Caffita | 34    |

|   | Ciclista            | Equip            | Punts |
| - | ------------------- | ---------------- | ----- |
| 1 | Erik Dekker (NED)   | Rabobank ProTeam | 13    |
| 2 | Óscar Pereiro (ESP) | Phonak           | 9     |
| 3 | Ruslan Ivanov (MDA) | Domina Vacanz    | 6     |

|   | Equip                      | Temps       |
| - | -------------------------- | ----------- |
| 1 | Phonak Hearing Systems     | 47h 57' 46" |
| 2 | Liberty Seguros-Würth Team | + 4' 24"    |
| 3 | Saunier Duval-Prodir       | + 10' 00"   |

## Evolució de les classificacions
| Etapa               | Vencedor            | Classificació general | Classificació per punts | Classificació de la muntanya | Classificació dels esprints | Classificació per equips |
| ------------------- | ------------------- | --------------------- | ----------------------- | ---------------------------- | --------------------------- | ------------------------ |
| Prol.               | Óscar Pereiro       | Óscar Pereiro         | Óscar Pereiro           | no atorgat                   | no atorgat                  | Phonak                   |
| 1ª                  | Alessandro Petacchi | Óscar Pereiro         | Óscar Pereiro           | Ivan Ravaioli                | Bradley McGee               | Phonak                   |
| 2ª                  | Alessandro Petacchi | Alessandro Petacchi   | Alessandro Petacchi     | Iñigo Landaluze              | Stefano Garzelli            | Phonak                   |
| 3ª                  | Damiano Cunego      | Santiago Botero       | Alessandro Petacchi     | Rubén Lobato                 | Erik Dekker                 | Phonak                   |
| 4ª                  | Alberto Contador    | Damiano Cunego        | Alessandro Petacchi     | Rubén Lobato                 | Erik Dekker                 | Phonak                   |
| 5ª                  | Santiago Botero     | Santiago Botero       | Stefano Garzelli        | Rubén Lobato                 | Erik Dekker                 | Phonak                   |
| Classificació final | Classificació final | Santiago Botero       | Stefano Garzelli        | Rubén Lobato                 | Erik Dekker                 | Phonak                   |